# 現代詩社
現代詩社，是中華民國戰後時期重要新詩詩社之一，是現代派大本營。
1953年2月1日，紀弦獨力在台灣創辦現代詩季刊社，並獨自發行《現代詩》詩刊，強調「主知」的路向。1956年1月15日，紀弦與葉泥、鄭愁予、羅行、楊允達、林泠、季紅、林亨泰等九人於台北市民眾團體活動中心舉行「現代派詩人第一屆年會」，宣告「現代派」與現代詩社正式成立。1962年，現代派被紀弦取消。

## 主張
主要由紀弦提出的〈現代派的信條〉：
1. 我們是有所揚棄並發揚光大地包含了自波特萊爾以降一切新興詩派之精神與要素的現代派的一群。
2. 我們認為「新詩乃是橫的移植，而非縱的繼承」。這是一個總體看法，一個基本的出發點，無論是理論的建立或創作的實踐。
3. 詩的新大陸的探險，詩的處女地之開拓。新的內容之表現；新的形式之創造；新的工具之發見；新的手法之發明。
4. 知性之強調。
5. 追求詩的純粹性
6. 愛國、反共。擁護自由與民主。